# Baldric de Beaugency
Baldric de Beaugency o Balderic también Baldric de Lovaina y Baldric de Courcy (c. 970-Caen c. 1033), apodado Baldric el Teutónico (Latín medieval: Baldrico Teutonico) fue un noble caballero germánico convertido en noble de la órbita normanda. Señor de Bacqueville, Beaugency y Courcy. Es el primer referente de la casa de Courcy. Baldric llegó a Normandía con su hermano Wiger, (Wigerico o Viger, quien posteriormente fuera Duque de Neville, señor de Bacqueville (Baskerville), Bocquencé y Aunou) bajo el vasallaje de Ricardo II de Normandía, a quien, según Orderico Vital ofreció sus servicios. Casó a su hermana Elizabeth de Courcy con Foulques de Bonneval; tras la muerte de Foulques se retiró como monja en el abadía de Saint-Amand-les-Eaux.

## Herencia
Gilberto de Brionne dispuso su matrimonio con una sobrina cuyo nombre se desconoce. Fruto de esa relación, tuvieron varios hijos:
- Nicolás de Bacqueville [Baschelvilla] (c. 1022-1047), señor de Bacqueville y fundador del Priorato de Sainte-Marie. Sucesor de su padre en Caux;
- Fulco de Aunou (m. 1082);
- Roberto de Courcy (m. 1026), señor de Gourde sur Dive. Heredero de la familia de Courcy. Padre de Ricardo de Courcy.[8]
- Ricardo de Neuville (m. 1100);
- Baldric [Baudri, Balderick] de Balgenzais [Beaugency], recibe el nombre por su feudo de Bocquencé, Bonquency o Bauquencei; maestro arquero de Guillermo I de Inglaterra;
- Viger FitzBaldric (c. 1020), fallecido en Apulia.[8]
- Gunnora d'Aunou (c. 1020-1047), esposa de Gilbert Crispin de Tillières;
- Hawisia FitzBaldric, esposa de Erneis FitzRadulphus (c. 1010-1066) y madre de Roberto FitzErneis (c. 1035-1066);[9]  hijo y nieto de Raúl de La Roche-Tesson, que combatieron y murieron en la batalla de Hastings.[10]